# Jacob Alberda van Ekenstein
Jhr. Jacob Alberda van Ekenstein (Leek, 17 juni 1917 – Peize, 13 juli 1986) was een Nederlands politicus van de PvdA.
Hij werd geboren in het Groningse Leek en startte begin 1939 zijn ambtelijke loopbaan als volontair bij de gemeentesecretarie van Peize. In de jaren daarop werkte hij bij de gemeenten Roden en Eelde. In 1946 maakte hij de overstap naar de gemeente Hoorn, maar nog datzelfde jaar keerde hij terug naar Noord-Nederland toen hij ging werken bij de gemeente Nieuwolda. In 1954 trad hij als hoofdcommies in dienst bij de Noord-Hollandse gemeente Sint Maarten en in oktober 1961 werd Alberda van Ekenstein benoemd tot burgemeester van de gemeente Jisp. In juli 1967 volgde zijn benoeming tot burgemeester van Rockanje en in oktober 1976 keerde hij terug naar het gemeentehuis van Peize, ditmaal om burgemeester te worden. Midden 1982 ging Alberda van Ekenstein met pensioen en vier jaar later overleed hij op 69-jarige leeftijd.